# Новоукраїнська школа №3
Новоукраїнська школа №3 - філія "Школа №3" Новоукраїнського ліцею №6 Новоукраїнської міської ради Кіровоградської області.

## Історія школи
Новоукраїнська школа I-III ступенів №3 була заснована в 1906 році як початкова школа. Так свідчить колишній учень школи Сергієнко Тимофій Іларіонович, який пішов до першого класу у 1918 році. Архівні дані не збереглися. Школа була розташована по вулиці Кірова. Це була одноповерхова будівля, навколо якої ріс сад. Учні самі працювали на землі: садили різні сільськогосподарські культури, квіти. Із задоволенням розводили свійських тварин (свиней) і доглядали за ними. Тут навчалися діти різного віку. У шкільному альбомі збереглася фотографія, на якій зображені випускники 1935 року. Серед них Кожухар О.Т., Бубнова О.І. (Шепетуха), які згодом стали вчителями цього закладу. Директором у той час працював Щербак С., після нього цю посаду обіймав Щирський Д.
Під час війни школу було зруйновано, залишився тільки фундамент та купа цегли. Проте навчання потрібно було відновити. І в підсобних приміщеннях (тих, що збереглися) розпочалися заняття для дітей. Відновлена школа була початковою. Навчальні класи розташовувалися в селянських хатах, укритих соломою. Підлога була глиняна, парти відсутні, а замість них – грубо обтесані дерев’яні столи. Учительська кімната знаходилася в маленькій кімнаті колгоспниці Л.Лисенко. Згодом школа змінила свій вигляд: замість соломи для покриття використали метал, але приміщення так і залишилося низьким, тьмяним. Директором тоді працював Кожухар О.Т.
Учні 5-10 класів навчалися в середній школі №6, яка була тоді єдиною в місті, а учні 1-4-х класів залишалися в цих хатах. Учителями початкових класів працювали Куртишан Віра Василівна, Трубенко Валентина Дмитрівна, Бойко Володимир Романович.
У  1 класі тоді навчалися діти 7-10 років. Після 4 класу учні складали іспити з української мови (диктант), математики, історії, географії.
У 1948 році директором був призначений Троян Микола Ксенофонтович. Перед ним і педагогічним колективом було поставлено завдання - із початкової школи створити, вірніше відновити, довоєнну семирічну школу. Восени 1948 року був відкритий 5-й клас у тих же хатах. Проводити заняття в таких умовах було майже неможливо. Було вирішено підготувати приміщення на два класи у дворі старої школи. На будівництві працювали батьки, учителі, учні. Самі робили лимпач, клали стіни, мазали верх. Побудували два класи й учительську. У кабінетах підлогу вистелили цеглинами. Ці класи були гордістю школи. Допомагав  у роботі колгосп  «Жовтнева хвиля» (голова Жорновий В.П.). Пізніше добудували інші приміщення на 10 класів.
Тут працювали гуртки художньої самодіяльності, спортивні секції. Вів їх тоді один учитель - Ніцуленко Леонід Афанасійович, колишній моряк.
Із 1948 по 1974 р. вчителями початкових класів працювали Діордіца В.І., Огир З.О., Трубенков Д.І. У 50-х роках уміли запалити юні серця бажанням здобувати знання такі учителі, як Кожухар Олександр Тимофійович, Шелест Федір Васильович, Стратонова Тамара Олексіївна – учителі математики, Клочко Зінаїда Свиридівна – учитель української мови, Самійленко Надія Федотівна – учитель російської мови, Литвак Софія Семенівна – заступник директора школи, Скляренко Григорій Якович – учитель географії та малювання. Працювали в школі Бойко В.Р., Медведєва М.П., Болтян В.Е., Болтян М.С. Із  1952 по 1975 роки вчителем та завучем працювала Донець Ніна Олександрівна.
У 1953 р. школа отримала статус середньої. Були створені необхідні умови для навчання і виховання дітей, придбано нові парти, наочність.
Новоукраїнська середня школа № 3 давала освіту людям, які згодом працювали у колективних господарствах, на промислових підприємствах міста. Більшість спеціалістів, механізаторів та водіїв були випускниками цієї школи. Серед випускників учителі, лікарі, інженери. Згодом деякі  займали керівні посади. Серед них видатні люди, як от: Герой Соціалістичної праці Андріяш В.С. (закінчив 10 клас екстерном), Герой Соціалістичної праці, кавалер ордена Леніна бригадир Петренко В.А. та ін.
У 60-70-х роках був чудовий педагогічний колектив: Іванова Любов Назарівна, Ігнатенко Валентина Василівна (працювала з 1962 року) – учителі математики, Куценко Ліза Марківна – учитель української та російської мов, Богданова Долина Володимирівна – учитель російської мови, Донець Ніна Олександрівна, Шелест Федір Васильович – учитель трудового навчання, Стратонов Анатолій Олексійович – учитель математики, Чернявська Таїса Іванівна – учитель української мови, Богданов Петро Миколайович – учитель креслення, Доліновська Валентина Андріївна – учитель української мови, Урсул Валентина Михайлівна – вихователь, Колько Марія Йосипівна – учитель початкових класів, Самойленко Марія Федотівна – учитель географії, Діордіца Віра Іларіонівна, Лисенко Марія Василівна – учителі початкових класів, Демченко Ніна Герасимівна – учитель української мови, Фукс Белла Львівна, Найдюк Раїса Миколаївна  – учителі іноземної мови, Іванків Марія Пантелеївна – учитель хімії,  Папушой Євдокія Іванівна, Сирота Меланія Антонівна – учителі біології, Шепетуха Микола Семенович – учитель історії, Масол Альберт Володимирович – учитель фізичної культури.
У 1971 році до школи прийшла працювати організатором позакласної та позашкільної роботи молода енергійна вчителька Вороніченко Валентина Іванівна. А з 1975 по 2010 рік вона – заступник директора школи з навчально-виховної роботи. Варто згадати і бібліотекаря закладу Бабенко О.О., яка працювала з 1966 по 1977 рік.
Кількість учнів збільшувалася, створені умови вже не задовольняли вимог часу, і тому колгосп «Росія» вирішив побудувати інше приміщення сучасного типу. Новобудова прийняла учнів у 1974 році. Значний вклад у  становлення школи зробив голова колгоспу «Росія» Бабенко Василь Васильович, а також тодішній директор навчального закладу Анатолій Олексійович Стратонов (працював із 1964 року). Навчальне обладнання було закуплено за кошти сільського господарства.
Учні та педагогічний колектив із радістю увійшли в нове приміщення школи. Це триповерхова цегляна будівля, побудована за новим зразком із багатою матеріально-технічною базою. Високі світлі класи, широкі коридори та рекреації, спортивна та актова зали, спортивний майданчик, бібліотека, їдальня і сьогодні радо зустрічають учнів. Придбано сучасну техніку, кожен кабінет укомплектовано відповідними інструментами, навчальною наочністю, роздатковим матеріалом для проведення лабораторних та практичних робіт. Далеко лунав дзвінкий сміх і голоси дітей, що із задоволенням відпочивали на широкому шкільному подвір’ї.
У 80-ті роки працювали провідні учителі, які своєю працею підносили авторитет школи: Колько М.Й., Папушой Є.І., Грінченко Н.Я., Богомолова В.А., Богданова Д.В., Новак Н.П., Мороз Ф.Г., Горбатенко Н.М., Колоколова М.Г., Лабойко Т.П., Шведова З.М., Дринич Л.І., Маркідова В.П., Бут Л.І., Тикул О.Б., Іванова Т.М., Іванов В.І., Ворона Л.М., Лисенко Л.С., Максименко В.Д., Лісовий В.Б., Насипана Н.І., Вишневецький Л.І., Степаненко Н.А., Степаненко І.С., Захарова Н.М., Фулга В.В., Ратушна Т.Ф., Андрєєва Ж.В.
Із 1977 року незмінним бібліотекарем працює Яшина Віра Олександрівна. Усі ці роки шкільна бібліотека – центр інформації, роботи з розвитку читацьких інтересів, пропаганди книги.
Медичне забезпечення шкільного колективу з 1974 по 2007 рік забезпечувала медична сестра школи Сергієнко Ніна Павлівна. Більше 20 років пропрацювала секретарем-діловодом закладу Бойко Людмила Тимофіївна.
Із 01.09.1987 р. по 01.02.2001 року директором школи працював Криворучко Борис Андрійович. Прогрес у науці, техніці, політиці позначився і на тогочасному шкільному  житті. Участь  школярів у демонстраціях, показ просвітницьких кінофільмів, можливість здійснювати навчання за допомогою сучасної техніки, синтезаторів, відео та телевізійних програм помітно вплинуло на становлення молодого покоління у «перебудовний» період.
Із 02.10.2001 по 01.09.2017 р. директором закладу була Новак Надія Павлівна. На той час у школі працювало 30 педагогів. Серед них – 18 із вищою кваліфікаційною категорією, 5 учителів мали звання «учитель-методист», 5 – звання «старший учитель», 7 – нагороджені знаком «Відмінник освіти».
Слід відзначити творчу і наполегливу роботу учителів початкових класів Маргарид Т.Б., Троянської Н.Г., Колоколової М.Г., Скороход О.М.,  учителів-предметників: Шведової З.М., учителя української мови та літератури, Тикул О.Б., учителя математики, викладача хімії Ворони Л.М.
Досягли високої педагогічної майстерності талановиті й умілі педагоги: Захарова Н.М., учитель географії, Гордієнко Л.Д., учитель зарубіжної літератури, Ткаченко В.М., учитель історії, Іванова Т.М., учитель математики, Аношкіна Г.Г., учитель української мови та літератури, Слюсаренко О.М., учитель англійської мови, Дринич Л.І., учитель української мови та літератури.
Робили успіхи на шляху педагогічного вдосконалення і молоді педагоги Берещенко І.П., педагог-організатор, Жуков П.О.,  учитель фізики та інформатики. Системною і цілеспрямованою була робота вчителя обслуговуючої праці та образотворчого мистецтва Сербул Н.І. Високий рівень знань учнів з біології забезпечувала Швець Н.В.
Функціонує освітній заклад і сьогодні, але вже як філія Новоукраїнської загальноосвітньої школи I-III ступенів №6.
Оновлюється педагогічний колектив, проте і нині працюють досвідчені вчителі, даруючи учням тепло своїх сердець.

## Загальна інформація
З 1 вересня 2017 року Новоукраїнська загальноосвітня школа I-III  ступенів №3 стає філією Новоукраїнської  загальноосвітньої школи І - III ступенів №6. До  опорного закладу приєднуються дві школи міста №1 та №3, та мають назви:
- філія "Загальноосвітня школа №1" Новоукраїнської загальноосвітньої школи I-III ступенів №6;
- філія "Загальноосвітня школа №3" Новоукраїнської загальноосвітньої школи I-III ступенів №6

### Адміністрація навчального закладу
Директор школи - Петренко Наталія В'ячеславівна
Керівник філії - Пінчук Жанна Григорівна із 02.10.2017 р., учитель географії
Заступник керівника філії - Сергієнко Оксана Григорівна, учитель української мови та літератури

##### Склад педагогічного колективу
Аношкіна Галина Григорівна - учитель української мови та літератури
Гордієнко Людмила Дмитрівна - учитель зарубіжної літератури
Гриценко Тетяна Володимирівна - учитель англійської мови
Іванова Оксана Георгіївна - учитель математики
Грінченко Ігор Володимирович - учитель фізики
Кулакова Наталія Василівна - учитель інформатики
Ткаченко Валентина Миколаївна - учитель історії та правознавства
Парфентьєва Ганна Сергіївна - учитель біології та географії
Ворона Людмила Миколаївна - учитель хімії
Юренко Олександр Михайлович - учитель фізичної культури
Ловінюкова Оксана Володимирівна - учитель музичного й образотворчого мистецтва
Маргарид Тетяна Борисівна - учитель початкових класів
Новак Надія Павлівна - учитель початкових класів
Скороход Олена Михайлівна - учитель початкових класів
Троянська Наталія Георгіївна - учитель початкових класів
Жернова Галина Петрівна - вихователь групи продовженого дня
Романюк Наталія Володимирівна - педагог-організатор
Корнієнко Юлія Анатоліїна - практичний психолог
Яшина Віра Олександрівна  - бібліотекар